# Aviron
Aviron település Franciaországban, Eure megyében. Lakosainak száma 1098 fő (2022. január 1.). Aviron Évreux, Gauville-la-Campagne, Gravigny, Le Mesnil-Fuguet és Normanville községekkel határos.

## Népesség
A település népességének változása:
| Lakosok száma | 279  | 675  | 1136 | 1144 | 1099 | 1116 | 1100 | 1101 | 1102 | 1098 |
|               | 1968 | 1982 | 1990 | 2006 | 2013 | 2015 | 2017 | 2019 | 2020 | 2022 |